# Nowyje Prudy (obwód kurski)
Nowyje Prudy (ros. Новые Пруды) – chutor w zachodniej Rosji, w sielsowiecie marickim rejonu lgowskiego w obwodzie kurskim.

## Geografia
Miejscowość położona jest nad rzeką Prutiszcze w dorzeczu Sejmu, 4 km od centrum administracyjnego sielsowietu (Marica), 13 km na północny wschód od centrum administracyjnego rejonu (Lgow), 62 km na północny zachód od Kurska, 16,5 km od drogi regionalnego znaczenia 38K-017 (Kursk – Lgow – Rylsk – granica z Ukrainą) – część trasy europejskiej E38.
W chutorze znajduje się 8 posesji.
Klimat
Miejscowość, jak i cały rejon, znajduje się w strefie klimatu kontynentalnego z łagodnym ciepłym latem i równomiernie rozłożonymi opadami rocznymi (Dfb w klasyfikacji klimatów Köppena).

## Demografia
W 2010 r. chutor zamieszkiwało 7 osób.